# Aufstieg zur 3. Liga Frauen (Handball)
Der Artikel Aufstieg zur 3. Liga Frauen listet alle Aufsteiger und Aufstiegsrunden um den Aufstieg in die 3. Liga der Frauen seit 2024 auf. Der Aufstiegsmodus zur 3. Liga wurde mit Wiedereinführung der Regionalliga verändert, da die Zahl der Aufsteiger zur 3. Liga auf sechs Frauenteams reduziert wurde.

## Modus
Am Ende einer Saison wird mit den Meistern der Regionalligen eine Aufstiegsrelegation zur 3. Liga (Frauen) durch den Deutschen Handballbund (DHB) ausgetragen. Dabei werden drei Gruppen in Nord, Mitte und Süd mit je vier Mannschaften gebildet. Jede Gruppe spielt eine Hin- und Rückrunde, wobei sich jeweils die zwei bestplatzierten Teams für die 3. Liga (Frauen) qualifizieren.
In der Nordgruppe treten die Meister der Regionalliga Nord (RL-N), Regionalliga Ostsee-Spree (RL-OS) sowie Meister und Vizemeister der Regionalliga Niedersachsen (RL-NI) gegeneinander an.
Die Gruppe Mitte setzt sich aus den Meistern der Regionalliga Nordrhein (RL-NR), Regionalliga Hessen (RL-HE) und Regionalliga Mitteldeutschland (RL-MD) zusammen.
Die Südgruppe besteht aus den Meistern der Regionalliga Bayern (RL-BY), Regionalliga Südwest (RL-SW) sowie Meister und Vizemeister der Regionalliga Baden-Württemberg (RL-BW).
Am Ende der Relegation gilt bei Punktgleichheit der direkte Vergleich.

## Aufstiegsrelegation zur 3. Liga Frauen

### 2024
| Gruppe Nord |                             |     |      |
| Platz       | Verein                      | Sp. | Pkt. |
| 1.          | TSV Altenholz (OL-HH/SH)    | 6   | 10:2 |
| 2.          | Berliner TSC (OL-OS)        | 6   | 7:5  |
| 3.          | SV Altencelle (OL-NI 1)     | 6   | 6:6  |
| 4.          | Eintr. Hildesheim (OL-NI 2) | 6   | 1:11 |

| Gruppe Mitte |                                 |     |      |
| Platz        | Verein                          | Sp. | Pkt. |
| 1.           | SC DJK Everswinkel (OL-WF)      | 6   | 10:2 |
| 2.           | TB Wülfrath (OL-HE)             | 6   | 8:4  |
| 3.           | HSG Weiterst./Braunshardt/Worf. | 6   | 6:6  |
| 4.           | HC Burgenland (RL-NR)           | 6   | 0:12 |

| Gruppe Süd |                           |     |      |
| Platz      | Verein                    | Sp. | Pkt. |
| 1.         | FSG Ketsch/Friesenheim 2  | 6   | 9:3  |
| 2.         | TSV Schwabmünchen (BYL)   | 6   | 6:6  |
| 3.         | HC Schmiden-Oeffingen     | 6   | 6:6  |
| 4.         | TG 88 Pforzheim (OL-BW 1) | 6   | 3:9  |

 Aufsteiger zur 3. Liga (Frauen) 2024/25.

### 2025
| Gruppe Nord |                               |     |      |
| Platz       | Verein                        | Sp. | Pkt. |
| 1.          | SG Todesfelde/Leezen (RL-N)   | 4   | 6:2  |
| 2.          | SFN Vechta (RL-NI) 1          | 4   | 6:2  |
| 3.          | Hannoverscher SC (RL-NI) 2    | 4   | 0:8  |
| 4.          | SV Fortuna ’50 Neubrandenburg | –   | –:–  |

| Gruppe Mitte |                         |     |      |
| Platz        | Verein                  | Sp. | Pkt. |
| 1.           | TSG Leihgestern (RL-HE) | 6   | 10:2 |
| 2.           | HC Leipzig 2 (RL-MD)    | 6   | 8:4  |
| 3.           | ASC 09 Dortmund (RL-WF) | 6   | 4:8  |
| 4.           | TuS Königsdorf (RL-NR)  | 6   | 2:10 |

| Gruppe Süd |                            |     |      |
| Platz      | Verein                     | Sp. | Pkt. |
| 1.         | TSV Ismaning (RL-BY)       | 6   | 10:2 |
| 2.         | TuS Schutterwald (RL-BW) 1 | 6   | 8:4  |
| 3.         | HC Schmiden-Oeffingen      | 6   | 4:8  |
| 4.         | DJK SF Budenheim (RL-SW)   | 6   | 2:10 |

Da es aus dem Regionalligabereich Ostsee-Spree keine Teilnehmermeldung gab, wurde die Runde in der Gruppe Nord nur mit drei Frauenteams ausgetragen.

 Aufsteiger zur 3. Liga (Frauen) 2025/26.

### 2026
| Gruppe Nord |                     |     |      |
| Platz       | Verein              | Sp. | Pkt. |
| 1.          | Meister (RL-N)      | 0   | 0:0  |
| 2.          | Meister (RL-NI)     | 0   | 0:0  |
| 3.          | Vizemeister (RL-NI) | 0   | 0:0  |
| 4.          | Meister (RL-OS)     | 0   | 0:0  |

| Gruppe Mitte |                 |     |      |
| Platz        | Verein          | Sp. | Pkt. |
| 1.           | Meister (RL-HE) | 0   | 0:0  |
| 2.           | Meister (RL-MD) | 0   | 0:0  |
| 3.           | Meister (RL-WF) | 0   | 0:0  |
| 4.           | Meister (RL-NR) | 0   | 0:0  |

| Gruppe Süd |                     |     |      |
| Platz      | Verein              | Sp. | Pkt. |
| 1.         | Meister (RL-BY)     | 0   | 0:0  |
| 2.         | Meister (RL-BW)     | 0   | 0:0  |
| 3.         | Vizemeister (RL-BW) | 0   | 0:0  |
| 4.         | Meister (RL-SW)     | 0   | 0:0  |

 Aufsteiger zur 3. Liga (Frauen) 2026/27.